# Викуловское сельское поселение
Викуловское се́льское поселе́ние — муниципальное образование в Викуловском районе Тюменской области Российской Федерации.
Административный центр — село Викулово.

## История
Статус и границы сельского поселения установлены Законом Тюменской области от 5 ноября 2004 года № 263 «Об установлении границ муниципальных образований Тюменской области и наделении их статусом муниципального района, городского округа и сельского поселения».

## Население
| 2010  | 2011  | 2012  | 2013  | 2014  | 2015  | 2016  |
| ----- | ----- | ----- | ----- | ----- | ----- | ----- |
| 7242  | ↘7230 | ↘7195 | ↗7240 | ↗7268 | ↗7358 | ↘7335 |
| 2017  | 2018  | 2019  | 2020  | 2021  |       |       |
| ↗7356 | ↗7362 | ↗7373 | ↗7385 | ↘7118 |       |       |

## Состав сельского поселения
| № | Населённый пункт | Тип населённого пункта       | Население |
| - | ---------------- | ---------------------------- | --------- |
| 1 | Викулово         | село, административный центр | ↘6573     |
| 2 | Чебаклей         | село                         | 247       |